# Camp de concentration de Vaivara

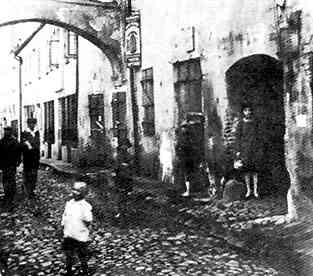
Ghetto de Vilnius pendant la Seconde Guerre mondiale.

Le  camp de concentration de Vaivara était un camp créé pendant l'occupation de l'Estonie par l'Allemagne nazie, situé dans l'ancienne commune de Vaivara en Estonie.
L'Estonie était occupée depuis l'été 1941 par la Wehrmacht. Le camp est ouvert en septembre 1943 comme un camp de transit vers les 27 camps annexes qu'il desservait dont le camp de concentration de Klooga.
Environ 20 000 déportés y ont transité, pour la plupart des juifs en provenance du ghetto de Vilnius et de celui de Kaunas. Les SS éliminaient ceux jugés inaptes au travail; les autres étaient soumis au travail forcé.
La plupart des déportés de Vaivara ont été déplacés devant l'avancée de l'Armée rouge dans les camps de Stutthof ou d'Auschwitz. Ceux qui restaient ont été libérés le 28 juin 1944 par l'Armée rouge.

## Lien externe

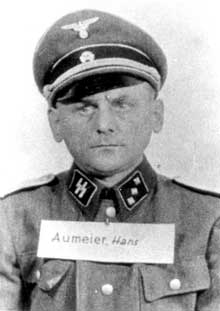
Hans Aumeier, commandant du camp en 1943-1944, condamné à mort en 1948.

## Source
- (de) Cet article est partiellement ou en totalité issu de l’article de Wikipédia en allemand intitulé « KZ Vaivara » (voir la liste des auteurs).